# Dracé
Dracé – miejscowość i gmina we Francji, w regionie Owernia-Rodan-Alpy, w departamencie Rodan.
Według danych na rok 1990 gminę zamieszkiwało 696 osób, a gęstość zaludnienia wynosiła 47 osób/km² (wśród 2880 gmin regionu Rodan-Alpy Dracé plasuje się na 985. miejscu pod względem liczby ludności, natomiast pod względem powierzchni na miejscu 782.).